# Densitat relativa
La densitat relativa o gravetat específica (de l'anglès:specific gravity) és una comparació de la densitat d'una substància amb la densitat d'una altra la qual es pren com a referència. La densitat relativa és adimensional (sense unitats), ja que queda definida com el quocient de dues densitats.

## Definició
La densitat relativa està definida com el quocient entre la densitat d'una substància i la d'una altra substància presa com a referència, resultant 

{\displaystyle \rho _{r}={\frac {\rho }{\rho _{0}}}}

on {\displaystyle \rho _{r}} és la densitat relativa, {\displaystyle \rho _{0}} és la densitat absoluta i {\displaystyle \rho } és la densitat de substància.
- Per als líquids i els sòlids, la densitat de referència habitual és la de l'aigua líquida a la pressió d'1 atm i la temperatura de 4 °C. En aquestes condicions, la densitat absoluta de l'aigua és de 1000 kg/m³

- Per als gasos, la densitat de referència habitual és la de l'aire a la pressió d'1 atm i la temperatura de 0 °C.

També es pot calcular o mesurar la densitat relativa com el quocient entre els pesos o masses d'idèntics volums de la substància problema i de la substància de referència:

{\displaystyle \rho _{r}={\frac {{m_{s}}/{V}}{{m_{0}}/{V}}}={\frac {m_{s}}{m_{0}}}}